# Days of Tomorrow
Pour plus de détails, voir Fiche technique et Distribution.
Days of Tomorrow (天长地久, Tian chang di jiu, litt. « Éternel ») est un film dramatique romantique hongkongais écrit et réalisé par Jeffrey Lau et sorti en 1993 à Hong Kong.
Il totalise 9 600 943 HK$ au box-office[réf. souhaitée].

## Synopsis
Yan (Hilary Tsui) est une jeune femme ayant grandi sans rien savoir de son père. Sa mère ne lui a dit qu'une seule chose, c'est qu'il a été acteur dans un vieux film. Quand un remake du film est annoncé, elle postule pour un travail et rencontre une femme qui ne veut pas que le film soit refait et qui connaît son père. La femme lui raconte alors l'histoire de l'acteur Fong Tak-shing (Andy Lau).

## Fiche technique
- Titre original : 天长地久
- Titre international : Days of Tomorrow
- Réalisation : Jeffrey Lau
- Scénario : Jeffrey Lau
- Photographie : Arthur Wong
- Montage :Patrick Tam et Hai Kit-wai
- Musique : Lowell Lo et Stephen Shing
- Production : Andy Lau et Daniel Yu
- Société de production : Teamwork Motion Pictures
- Société de distribution : Newport Entertainment
- Pays d'origine :  Hong Kong
- Langue originale : cantonais
- Format : couleur
- Genre : drame et romance
- Durée : 93 minutes
- Dates de sortie :
  -  Hong Kong : 5 août 1993
  -  Corée du Sud : 11 janvier 1994

## Distribution
- Andy Lau : Fong Tak-shing
- Jay Lau : Ling/Lily
- Carrie Ng : Nancy
- Deannie Yip : la mère de Ling
- Hilary Tsui : Yan
- Yip san : Sheung
- Lau Kong (en) : Lam
- Henry Fong : Mr Lui
- Danny Poon : Ban
- Kenneth Chan (en) : l'acteur vedette
- Power Chan (en) : Pong
- Lee Siu-kei : Keung
- Lam Seung-mo : l'amoureuse de Sheung
- Daniel Yu : le réalisateur
- Eric Kong : Cheong
- Hon San
- Kwok Tak-sun : Oncle Six
- So Wai-nam
- Lam Kwok-kit
- Jameson Lam